# Graeme Revell
Graeme Revell (Auckland, 23 oktober 1955) is een Nieuw-Zeelands filmcomponist.
Revell studeerde af aan de Universiteit van Auckland in economie en politiek. Hij volgde ook een klassiek opleiding als pianist en was van 1978 tot 1988 lid van de Industrial-rockband SPK, waar hij keyboard en percussie speelde tot in 1988 de band werd ontbonden. Revell ging naar Los Angeles om een muziekcarrière in de filmindustrie te beginnen. Hij won in 1989 met de film Dead Calm zijn eerste prijs (Australian Film Institute Award). Op het Filmfestival van Venetië won Revell met de film Chinese Box een 'Golden Osella'. Revell muziekstijl is in het algemeen eletronisch, maar hij gebruikt bij bepaalde stukken ook klassieke muziekinstrumenten.

## Filmografie
| Jaar | Titel                                   | Opmerkingen                                           |
| ---- | --------------------------------------- | ----------------------------------------------------- |
| 1989 | Dead Calm                               |                                                       |
| 1990 | Spontaneous Combustion                  |                                                       |
| 1990 | Child's Play 2                          |                                                       |
| 1991 | Deadly                                  |                                                       |
| 1991 | Till There Was You                      |                                                       |
| 1991 | Bis ans Ende der Welt                   | met Laurent Petitgand                                 |
| 1992 | The Hand That Rocks the Cradle          |                                                       |
| 1992 | Love Crimes                             |                                                       |
| 1992 | Traces of Red                           |                                                       |
| 1993 | Boxing Helena                           |                                                       |
| 1993 | Body of Evidence                        |                                                       |
| 1993 | Hear No Evil                            |                                                       |
| 1993 | The Crush                               |                                                       |
| 1993 | In weiter Ferne, so nah!                |                                                       |
| 1993 | Hard Target                             |                                                       |
| 1993 | Ghost in the Machine                    |                                                       |
| 1994 | No Escape                               |                                                       |
| 1994 | The Crow                                |                                                       |
| 1994 | S.F.W.                                  |                                                       |
| 1994 | Street Fighter                          |                                                       |
| 1995 | Tank Girl                               |                                                       |
| 1995 | The Basketball Diaries                  |                                                       |
| 1995 | Mighty Morphin Power Rangers: The Movie |                                                       |
| 1995 | Strange Days                            |                                                       |
| 1995 | Killer: A Journal of Murder             |                                                       |
| 1995 | The Tie That Binds                      |                                                       |
| 1996 | From Dusk Till Dawn                     |                                                       |
| 1996 | Race the Sun                            |                                                       |
| 1996 | The Craft                               |                                                       |
| 1996 | The Crow: City of Angels                |                                                       |
| 1997 | The Saint                               |                                                       |
| 1997 | Spawn                                   |                                                       |
| 1997 | Chinese Box                             |                                                       |
| 1997 | Suicide Kings                           |                                                       |
| 1998 | The Big Hit                             |                                                       |
| 1998 | Phoenix                                 |                                                       |
| 1998 | Strike!                                 |                                                       |
| 1998 | Dennis the Menace Strikes Again!        |                                                       |
| 1998 | The Negotiator                          |                                                       |
| 1998 | Lulu on the Bridge                      | met John Lurie                                        |
| 1998 | Bride of Chucky                         |                                                       |
| 1998 | The Siege                               |                                                       |
| 1999 | Idle Hands                              |                                                       |
| 1999 | Buddy Boy                               | met Michael Brook en Brian Eno                        |
| 1999 | Three to Tango                          |                                                       |
| 1999 | Bats                                    |                                                       |
| 2000 | The Chronicles of Riddick: Pitch Black  |                                                       |
| 2000 | Gossip                                  |                                                       |
| 2000 | Titan A.E.                              |                                                       |
| 2000 | Attraction                              |                                                       |
| 2000 | Red Planet                              |                                                       |
| 2001 | Double Take                             |                                                       |
| 2001 | Blow                                    |                                                       |
| 2001 | Human Nature                            |                                                       |
| 2001 | Lara Croft: Tomb Raider                 |                                                       |
| 2002 | Collateral Damage                       |                                                       |
| 2002 | High Crimes                             |                                                       |
| 2002 | Below                                   | met Tim Simonec                                       |
| 2003 | Daredevil                               |                                                       |
| 2003 | Freddy vs. Jason                        |                                                       |
| 2003 | Out of Time                             |                                                       |
| 2003 | Open Water                              |                                                       |
| 2004 | Walking Tall                            |                                                       |
| 2004 | The Chronicles of Riddick               |                                                       |
| 2004 | Legends                                 |                                                       |
| 2005 | Assault on Precinct 13                  |                                                       |
| 2005 | Sin City                                | met John Debney en Robert Rodriguez                   |
| 2005 | The Adventures of Sharkboy and Lavagirl | met John Debney en Robert Rodriguez                   |
| 2005 | Goal!                                   |                                                       |
| 2005 | Harsh Times                             |                                                       |
| 2005 | The Fog                                 |                                                       |
| 2005 | Æon Flux                                |                                                       |
| 2006 | Bordertown                              |                                                       |
| 2006 | Man of the Year                         |                                                       |
| 2007 | Marigold                                | met Shanker Mahadevan, Ehsaan Noorani en Loy Mendonsa |
| 2007 | The Condemned                           |                                                       |
| 2007 | Grindhouse                              | segment "Planet Terror"                               |
| 2007 | Awake                                   | met Samuel Sim                                        |
| 2008 | The Ruins                               |                                                       |
| 2008 | Street Kings                            |                                                       |
| 2008 | Pineapple Express                       |                                                       |
| 2008 | Days of Wrath                           |                                                       |
| 2010 | Unthinkable                             |                                                       |
| 2010 | The Experiment                          |                                                       |
| 2011 | Shark Night                             |                                                       |
| 2012 | Comics Open                             |                                                       |
| 2013 | Riddick                                 |                                                       |

## Overige producties

### Computerspellen
| Jaar | Titel                       | Opmerkingen |
| ---- | --------------------------- | ----------- |
| 2005 | Call of Duty 2              |             |
| 2005 | Call of Duty 2: Big Red One |             |

### Televisiefilms
| Jaar | Titel                    | Opmerkingen |
| ---- | ------------------------ | ----------- |
| 1990 | Psycho IV: The Beginning |             |
| 1995 | Down Came a Blackbird    |             |

### Televisieseries
| Jaar | Titel                       | Opmerkingen                           |
| ---- | --------------------------- | ------------------------------------- |
| 1989 | Bangkok Hilton              | miniserie                             |
| 2000 | Dune                        | miniserie                             |
| 2001 | Anne Frank: The Whole Story | miniserie                             |
| 2002 | CSI: Miami                  | 2002-2003                             |
| 2008 | Eleventh Hour               | 2008-2009, met Harry Gregson-Williams |
| 2009 | The Forgotten               | 2009-2010                             |
| 2009 | Dark Blue                   | 2009-2010                             |
| 2012 | The River                   |                                       |
| 2014 | Old School                  |                                       |
| 2014 | Gotham                      | 2014-2015                             |

### Documentaires
| Jaar | Titel                    | Opmerkingen |
| ---- | ------------------------ | ----------- |
| 1988 | Escape: World Safari III |             |
| 2007 | Darfur Now               |             |
| 2012 | Last Will & Testament    |             |

### Additionele muziek
Als additioneel componist.
| Jaar | Titel                       | Opmerkingen                        |
| ---- | --------------------------- | ---------------------------------- |
| 1991 | Child's Play 3              | voor John D'Andrea en Cory Lerios  |
| 1991 | The People Under the Stairs | voor Don Peake                     |
| 1999 | The Insider                 | voor Pieter Bourke en Lisa Gerrard |
| 2001 | Don't Say a Word            | voor Mark Isham                    |

- Biblioteca Nacional de España: XX1166786
- Bibliothèque nationale de France: cb139485604 (data)
- Catàleg d'autoritats de noms i títols de Catalunya: 981058515482606706
- Gemeinsame Normdatei: 134496108
- International Standard Name Identifier: 0000 0001 1507 174X
- Library of Congress Control Number: n94038414
- MusicBrainz: 80c51cf5-a39c-43d6-a833-da55778d6088
- Nationale Bibliotheek van Tsjechië: xx0080198
- Nationale Bibliotheek van Israël: 987007330133905171
- SNAC: w6dv1r7s
- Système universitaire de documentation: 077730682
- Virtual International Authority File: 85829093
- WorldCat: E39PBJcWx6TpdpFxj3VVr4ryVC